# Beddomeia fallax
Beddomeia fallax é uma espécie de gastrópode  da família Hydrobiidae.
É endémica da Austrália.